# Глендора (Калифорнија)
Глендора (енгл. Glendora) град је у америчкој савезној држави Калифорнија. По попису становништва из 2010. у њему је живело 50.073 становника.

## Демографија
Према попису становништва из 2010. у граду је живело 50.073 становника, што је 658 (1,3%) становника више него 2000. године.
| Група             | 2000.          | 2010.          |
| Белци             | 33.564 (67,9%) | 28.565 (57,0%) |
| Афроамериканци    | 740 (1,5%)     | 930 (1,9%)     |
| Азијати           | 3.064 (6,2%)   | 3.999 (8,0%)   |
| Хиспаноамериканци | 10.740 (21,7%) | 15.348 (30,7%) |
| Укупно            | 49.415         | 50.073         |

## Партнерски градови
- Мерида, Moka, Mérida Municipality